# Gizmo (DC Comics)
Pour les articles homonymes, voir Gizmo.
Gizmo est un personnage de l'univers DC Comics. Créé par George Pérez et Marv Wolfman, il est apparu pour la première fois dans The New Teen Titans #3 (Janvier 1981) en tant que membre fondateur des Fearsome Five, une équipe de super-vilains souvent combattue par les Teen Titans et les Outsiders.

## Biographie fictive
Gizmo, de son vrai nom Mikron O'Jeneus, était un savant chauve et atteint de nanisme, mais surtout un génie scientifique qui peut transformer des objets en apparence anodins comme les aspirateurs en armes dangereuses ou capable de changer un objet comme un sèche-cheveux en une arme redoutable. Il a un tempérament colérique et arrogant, Il créa une corporation, Gizmo Inc., qui achetait du matériel scientifique à divers personnes, y compris des criminels. Espérant augmenter ses richesses, il joignit les Fearsome Five à la suite d'une annonce lancée par le Dr. Light dans l'Underworld Star, un journal criminel.
Après plusieurs échecs contre les Teen Titans et contre Superman, Gizmo se rangea pour un moment, et prit un travail à S.T.A.R. Labs. Cependant, son ancien partenaire Psimon, qui avait été à priori tué par ses coéquipiers, revint se venger et réduisit Gizmo à une taille microscopique. Des années après, le savant trouva le moyen de reprendre sa taille d'origine, et reprit une vie de criminel, travaillant en équipe avec son camarade Mammoth. Assassiné par l'organisateur de la Fearsome Five, docteur Sivana, Gizmo a été réanimé par les génies de Manitech Recherche & Développement, une société de technologie situé dans Flats Platinum. Il s'est débarrassé de sa chef de la direction et a gagné son siège sur le Syndicat de silicium, un groupe sinistre de criminels high-tech. Gizmo a conservé la plupart de ses fonctions du cerveau, mais il manque encore son œil et est partiellement décomposé

## Pouvoirs et capacités
Gizmo est un véritable génie scientifique et expert en génie mécanique, capable de changer n'importe quel objet mécanique banal en une arme redoutable, comme un sèche-cheveux en pistolet mortel. Dans ses mains, un extincteur ordinaire peut devenir une arme mortelle, un harnais à réaction volant, ou même un dispositif nucléaire de faible puissance. Les gadgets principaux de Gizmo sont un harnais qui peut déployer des ailes avec généralement un jetpack, ce qui lui facilite ses déplacements, de grandes pattes d'araignée mécaniques, un dispositif qui crée des copies holographiques de lui-même pour berner ses adversaires, et un costume d'armure technologique. Sa connaissance des ordinateurs et d'incroyables compétences de piratage font de lui un ennemi redoutable.

## Autres médias

### Série animéeTeen Titans
Gizmo est un antagoniste très récurrent dans la série animée Teen Titans : Les Jeunes Titans : il est le seul antagoniste à apparaître dans les cinq saisons, suivi de près par Deathstroke. Dans cette version, il est l'un des étudiants de la H.I.V.E Académie. Bien qu'il lui arrive d'agir seul, il fait généralement équipe avec Jinx et Mammouth.
Gizmo a été presque totalement retravaillé pour la série : étant étudiant, il est présenté comme beaucoup plus jeune, presque un enfant, et sa petite taille semble désormais plutôt due à son bas âge qu'à un cas de nanisme. En revanche, il est toujours un génie scientifique, excellent hacker et talentueux à utiliser les ordinateurs, ce qui fait de lui un parfait saboteur. De sa version  des comics, Il a conservé son tempérament trop sûr de lui ainsi que son très mauvais caractère, jurant souvent. Bien qu'il affronte tous les Titans, c'est avant tout l'ennemi de Cyborg, qu'il déteste, et le seul à s'être douté de quelque chose quand ce dernier s'était infiltré à la H.I.V.E Académie sous le nom de Stone. Plus tard, il forme avec Jinx, Mammoth, See-More et Private HIVE les HIVE Five, une équipe qui n'aura pas plus de succès dans la criminalité, car n'étant composée que de petites frappes peu ambitieuses, mis à part Jinx.
Gizmo est équipé comme dans les comics d'un paquetage dorsal incorporant de multiples gadgets, dont notamment des ailes, de longues pattes d'araignées mécaniques, un projecteur holographique de doubles de lui-même et une armure technologique. 